# Tabernaemontana maxima
Tabernaemontana maxima är en oleanderväxtart som beskrevs av Markgr.. Tabernaemontana maxima ingår i släktet Tabernaemontana och familjen oleanderväxter. Inga underarter finns listade i Catalogue of Life.